# Грибанова, Зоя Александровна
Зоя Александровна Грибанова (27 февраля 1927 года, Темта, Уренский район, Нижегородская область, РСФСР, СССР — 29 марта 2005 года, Темта, Уренский район, Нижегородская область, Россия) — работница советского сельского хозяйства, колхозница, Герой Социалистического Труда (1966). Депутат Верховного Совета РСФСР.

## Биография
Родилась 27 февраля 1927 года в крестьянской семье в селе Темта. В 1943 году вступила в колхоз «Прожектор», где стала работать в льноводческой бригаде. В 1956 году была назначена звеньевой льноводческого звена. На этой должности проработала до выхода на пенсию в 1982 году. За успехи в выращивании и заготовок льна, конопли хмеля и других технических культур она была удостоена в 1966 году звания Героя Социалистического Труда.
В 1969 году участвовала в III Всесоюзном съезде колхозников. В 1972 году окончила курсы льно-комбайнёров и была назначена звеньевой механизированного звена. В 1976 году окончила курсы трактористов и стала лауреатом премии трудовой славы имени Паши Ангелиной.
В 1975 году была избрана депутатом Верховного Совета РСФСР.
В 1982 году вышла на пенсию. Скончалась 29 марта 2005 года в селе Темта и была похоронена на сельском кладбище.

## Награды
- Герой Социалистического Труда — указом Президиума Верховного Совета СССР от 30 апреля 1966 года;.
- Орден Ленина (1966);
- Серебряная медаль ВДНХ.